# Présilly (Haute-Savoie)
Présilly ist eine französische Gemeinde im Département Haute-Savoie in der Region Auvergne-Rhône-Alpes.

## Geographie
Présilly liegt auf 684 m, etwa 13 Kilometer südsüdwestlich der Stadt Genf (Luftlinie). Das Dorf erstreckt sich an aussichtsreicher Lage mit Blick auf das Genfer Becken am Nordfuß des Mont Sion, nordwestlich des Salève, im Genevois.
Die Fläche des 8,66 km² großen Gemeindegebiets umfasst einen Abschnitt des Genevois. Das Gemeindeareal erstreckt sich im Quellgebiet mehrerer Bäche, die zur Aire fließen, darunter der Nant d’Ogny und der Nant de Feigères. Nach Süden reicht das Gebiet den teils bewaldeten, teils mit Wiesen bestandenen Hang der Montagne de Sion (bis 840 m) hinauf. Im Südosten erstreckt sich der Gemeindeboden über die Mulde von Le Chable, die vom dicht bewaldeten und teilweise von Felswänden durchzogenen Steilhang des Grand Salève flankiert wird. Nahe der Kuppe des Plan du Salève wird mit 1311 m die höchste Erhebung von Présilly erreicht.
Zu Présilly gehören neben dem ursprünglichen Dorf auch die Weilersiedlungen L’Hôtellier (630 m) unterhalb des Dorfes und Le Petit Chable (670 m) in der Mulde am Fuß des Salève. Nachbargemeinden von Présilly sind Feigères und Beaumont im Norden, Le Sappey und Vovray-en-Bornes im Osten, Cruseilles, Saint-Blaise und Andilly im Süden sowie Vers und Viry im Westen.

## Geschichte
Auf dem Gemeindegebiet des heutigen Présilly wurde 1170 die Chartreuse Notre Dame de Pomier gegründet, die von den Grafen von Genf gestiftet wurde. Die Klosteranlage wurde 1793 geplündert und zerstört. Présilly wird erst im 15. Jahrhundert erwähnt.

## Sehenswürdigkeiten
Erhalten und wiederaufgebaut sind Teile der ehemaligen Klostergebäude.

## Bevölkerung
| Jahr                       | 1962 | 1968 | 1975 | 1982 | 1990 | 1999 |
| Einwohner                  | 390  | 368  | 418  | 474  | 562  | 622  |
| Quellen: Cassini und INSEE |      |      |      |      |      |      |

Mit 1082 Einwohnern (Stand 1. Januar 2022) gehört Présilly zu den kleinen Gemeinden des Département Haute-Savoie. Seit den frühen 1970er Jahren wurde dank der attraktiven Wohnlage ein kontinuierliches Bevölkerungswachstum verzeichnet. Außerhalb des alten Ortskerns entstanden zahlreiche Einfamilienhäuser.

## Wirtschaft und Infrastruktur
Présilly war bis weit ins 20. Jahrhundert hinein ein vorwiegend durch die Landwirtschaft geprägtes Dorf. Heute gibt es verschiedene Betriebe des Klein- und Mittelgewerbes. Zahlreiche Erwerbstätige sind auch Wegpendler, die in den größeren Ortschaften der Umgebung, vor allem im Raum Genf-Annemasse, ihrer Arbeit nachgehen.
Die Ortschaft ist verkehrsmäßig gut erschlossen. Sie liegt an einer Verbindungsstraße, die von Saint-Julien-en-Genevois nach Andilly führt. Weitere Straßenverbindungen bestehen mit Vers und Beaumont.